# Neopetrobia mexicana
Neopetrobia mexicana är en spindeldjursart som beskrevs av Tuttle, Baker och Abbatiello 1974. Neopetrobia mexicana ingår i släktet Neopetrobia och familjen Tetranychidae. Inga underarter finns listade i Catalogue of Life.